# Rivière Saint-Pierre (rivière Matapédia)
Pour les articles homonymes, voir Saint-Pierre.
La rivière Saint-Pierre est un cours d'eau douce traversant les municipalités de Sainte-Irène, Saint-Cléophas et de Sayabec, dans la municipalité régionale de comté (MRC) de La Matapédia, dans les régions du Bas-Saint-Laurent et de la région administrative de Gaspésie-Îles-de-la-Madeleine, dans l'est du Québec, au Canada.
La rivière Saint-Pierre prend sa source au Lac Saint-Pierre(d) et coule généralement vers le nord surtout en zone agricole. Cette rivière de la vallée de la Matapédia se déverse à Sayabec, sur la rive nord-ouest du Lac Matapédia, lequel constitue la tête de la rivière Matapédia. Cette dernière coule vers le sud jusqu'à la rive nord de la rivière Ristigouche laquelle coule vers l'est, jusqu'à la rive ouest de la baie des Chaleurs. Cette dernière s'ouvre vers l'est sur le golfe du Saint-Laurent.

## Géographie
La rivière Saint-Pierre prend sa source au lac Saint-Pierre (altitude : 264 m), situé dans la municipalité de paroisse de Sainte-Irène. La montagne située au sud-ouest domine le panorama avec une altitude de 603 m.
À partir du lac Saint-Pierre le cours de la rivière Saint-Pierre coule dans une plaine agricole sur environ 20,0 km réparti selon les segments suivants :
- vers le nord-ouest, jusqu'à la rive est du lac Gauthier ;
- vers le nord-ouest en traversant le lac Gauthier sur sa pleine longueur ;
- vers le nord-ouest, en coupant la route du 8e rang, jusqu'à un ruisseau venant du sud-ouest qui constitue la décharge de l'étangs du lac Gallant et du lac Gallant situés à la limite du 7e rang et du 8e rang ;
- vers l'ouest, en coupant la route du 7e rang et en recueillant la décharge du Lac Blanc (venant du sud-ouest), jusqu'à la décharge du Lac-à-la-Truite venant du sud-ouest ;
- vers le nord-ouest, jusqu'au pont de la rue Principale puis jusqu'à la confluence de rivière Melucq venant du sud-ouest située du côté sud de la route Melucq ;
- vers le nord, en formant une courbe vers l'est où elle coupe deux fois la route Rioux, puis une autre vers l'ouest, jusqu'à la confluence du ruisseau Sauvage venant du sud-ouest ;
- vers le nord-est, jusqu'à la rivière Noire (d) venant du sud-est ;
- puis en coupant la route Rioux, jusqu'au chemin de fer du Canadien National et en passant du côté est du village de Sayabec et en coupant la route 132 en fin de segment.

La rivière Saint-Pierre se déverse sur la rive sud d'une baie à l'ouest du lac Matapédia, près de la pointe du Moulin et à proximité du parc Pierre-Brochu, du côté est du village de Sayabec à l'ouest de la décharge du lac Matapédia dans la rivière Matapédia.

## Toponymie
Le toponyme « rivière Saint-Pierre » est mentionné dans le Dictionnaire des rivières et des lacs de la province de Québec publié en 1914. Ce toponyme évoque vraisemblablement la mémoire de Pierre Brochu (1795-1871) lequel a participé à la construction du chemin Kempt, aménagé entre 1831 et 1832. Pierre Brochu était responsable du poste situé à la tête du lac Matapédia, comme en témoigne en 1833 le rapport de l'arpenteur Joseph Hamel. Il souligne dans son rapport d'arpentage que ce cours d'eau est connu sous le nom « rivière Saint-Malo », maintenant dénommé officiellement « rivière Saint-Pierre ». Hamel mentionne que la rivière a ainsi été baptisé par Brochu au moment où celui-ci abattait le premier arbre de son établissement, le 15 novembre 1831, soit le jour de la Saint-Malo.
Le toponyme est officialisé le 5 décembre 1968 à la Commission de toponymie du Québec.